# فیلیپ تورتون
فیلیپ تورِتون (فرانسوی: Philippe Torreton‎؛ زادهٔ ۱۳ اکتبر ۱۹۶۵) هنرپیشه اهل کشور فرانسه است. وی در شهر روان زاده شد و در حومهٔ آن شهر بزرگ شد. فیلیپ وقتی دانش آموز بود پی به علاقه اش به بازیگری برد. وی از سال ۱۹۹۰ میلادی تاکنون مشغول فعالیت بوده‌است. از فیلم‌ها یا برنامه‌های تلویزیونی که وی در آن نقش داشته است می‌توان به جنگجویان آسمان، حالت نیلی، فرشته سیاه و هنر عشق اشاره کرد.

## جوایز
- برندهٔ جایزه سزار بهترین بازیگر مرد به خاطر بازی در فیلم «Capitaine Conan» -سال ۱۹۹۷